# أرسوف

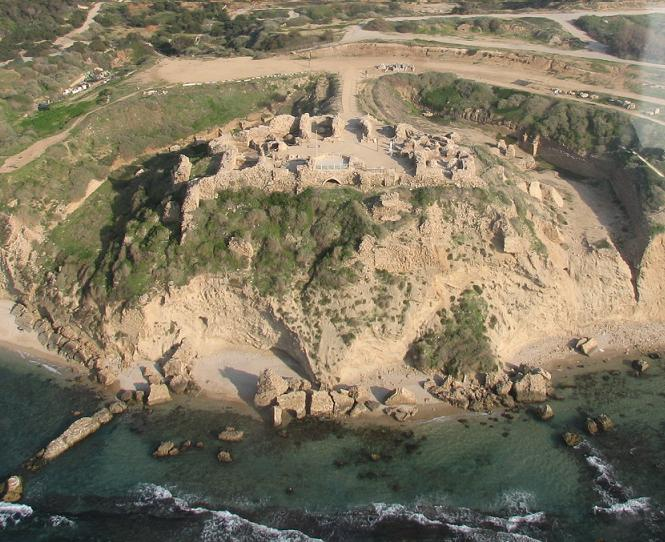
صورة جوية لبقايا قلعة أرسوف

- تقع خرائب ارسوف شمالي قرية الحرم (علي) قضاء يافا.[2][3][4]
- هي مدينة كنعانية الاصل، ذكرت في نقوش «تغلات فلاسر» الآشوري.
- عرفت في العهد اليوناني باسم «آبولونيا ـ Appolonia») نسبة إلى «آبولو ـ Appollo» اخر آلهة اليونان

كانت ارسوف في القرن الأول للخلافة الإسلامية من أهم المدن الخصبة في جند فلسطين. ذكرها المقدسي في القرن العاشر الميلادي بقوله: «أرسوف أصغر من يافا، حصينة عامرة، بها منبر حسن بني للرملة ثم كان صغيراً فحمل إلى ارسوف».
ارسوف زمن الحروب الصليبية
- موقع ارسوف وميناؤها على شاطئ البحر جعلها محط انظار الغزاة الصليبيين الذين سعوا منذ بداية حملاتهم الصليبية إلى احتلالها.
- في عام 1099، وبينما كانت المدينة تحت سيطرة الفاطميين (العبيديين)، استطاع جودفري، أول حاكم صليبي لفلسطين، أن ينتزع منها الجزية
- بينما كان بعض أهالي أرسوف يباشرون نشاطهم الزراعي في أراضيهم القريبة من البلدة في شباط من عام 1100 م ظهرت امامهم قوة فرنجية كبيرة القت القبض عليهم ومثلت بهم قطعت انوفهم وأقدامهم وأيديهم ليتم احتلالها في شهر نيسان من عام 1101 على يد بلدوين الأول ملك القدس.
- استرد صلاح الدين الأيوبي ارسوف بعد معركة حطين 1187 م ليعاود الصليبيين احتلالها عام 1191 م في معركة ارسوف المشهورة (نسبة للبلد).
- بقيت أرسوف بأيدي الفرنجة إلى أن فتحها الظاهر بيبرس عام 1265 في جملة حملته ضد المغول والصليبيين في الشام فتمكن من تحقيق العديد من الانتصارات مثل فتح قيسارية، وأرسوف، وقلعة صفد، ويافا، واختتمت بفتح أنطاكية والتي كانت تعد الحصن الحصين للصليبيين فحقق انتصاراً باهراً بفتحه لهذه المدينة.
- لقيت القوات الإسلامية مقاومة شديدة في ارسوف من الحامية «الاسبتارية» ليتحقق الفتح بعد أن خاض المسلمون معركة شديدة
- بعد فتح ارسوف قام الظاهر بيبرس بتخريب القلعة وهدم اسوارها خشية ان يعاود الفرنجة احتلالها من البحر وان يتحصنوا بها
- ذكر أبو الفداء المتوفي عام 732 هـ: 1331 م في مؤلفه تقويم البلدان «ص 239» أرسوف: بقوله «مدينة على البحر لها سوق وعليها سور، وهي الآن خراب. ليس بها ساكن.